# Поносов, Юрий Филимонович
Юрий Филимонович Поносов (24 марта 1941 — 20 апреля 2024, Москва) — партийный и государственный деятель Таджикистана, первый вице-премьер правительства (1996—1998). Родился в 1941 году в селе Урульга Карымского района Читинской области в семье рабочего.

## Послужной список
Образование: окончил техникум в Чите (1961), Ташкентский институт инженеров железнодорожного транспорта (1974) и Ташкентскую высшую партийную школу (1982). Член КПСС с 1967 по 1991 год.
- 1961—1962 — станочник строительного управления «Промгражданстрой» Орджоникидзеабадского района Таджикской ССР;
- 1962—1963 — мастер, механик домостроительного комбината в том же районе;
- 1963—1966 — служба в армии;
- 1966—1973 — главный технолог, с 1972 — заместитель директора Орджоникидзеабадского домостроительного комбината;
- 1973—1975 — заместитель председателя Орджоникидзеабадского райисполкома;
- 1975—1980 — второй секретарь Орджоникидзеабадского райкома КП Таджикистана;
- 1980—1982 — второй секретарь Орджоникидзеабадского горкома КП Таджикистана;
- 1982—1983 — заведующий отделом организационно-партийной работы Кулябского горкома КП Таджикистана;
- 1983—1985 — первый секретарь Кулябского горкома КП Таджикистана;
- 1985—1988 — второй секретарь Горно-Бадахшанского обкома КП Таджикистана;
- 1988—1990 — первый заместитель председателя Душанбинского горисполкома;
- с 1990 года — министр строительства Таджикской ССР, сохранил этот пост после провозглашения независимости республики. Постановлением Верховного Совета РТ от 10 января 1992 года министерство было упразднено, вместо него создана Государственная холдинговая компания «Таджикстрой», которую возглавил Поносов. Однако реализовать этот проект не удалось. Холдинговую компанию расформировали, и снова было создано министерство строительства, в котором Поносов получил пост заместителя министра (конец 1992 года);
- 1994—1996 — председатель хукумата Душанбе;
- с 28 марта 1996 года — первый вице-премьер таджикского правительства. 18 февраля 1998 года был освобождён от должности и уехал в Москву;
- 1998—2001 — начальник управления делами Госстроя России (упоминается в этой должности уже в конце февраля 1998 года).

Награждён орденом «Знак Почёта» и двумя медалями. Избирался членом ЦК КП Таджикистана и депутатом Верховного Совета Таджикской ССР.
Умер 20 апреля 2024 года в Москве от сердечного приступа по дороге в больницу в машине скорой помощи в возрасте 83 лет.